# 배틀 서커스
배틀 서커스(Battle Circus)는 미국에서 제작된 리처드 브룩스 감독의 1953년 멜로/로맨스, 전쟁, 드라마 영화이다. 험프리 보가트 등이 주연으로 출연하였고 팬드로 S. 버먼 등이 제작에 참여하였다.

## 출연

### 주연
- 험프리 보가트
- 준 앨리슨

### 조연
- 키넌 윈
- 로버트 케이스
- 윌리엄 캠벨
- 페리 쉬핸
- 패트리시아 티어난
- 아델 롱미르
- 조나단 코트
- 앤 모리슨
- 헬렌 윈스턴
- 사라 셀비
- 필립 안
- 스티브 포레스트
- 제프 리처즈
- 딕 시몬스
- 랠프 안
- 패트릭 앨런
- 로버트 보드
- 로버트 카슨
- 테드 조던
- 리처드 랜드리
- 믹키 맥카들
- 로저 맥기
- 새미 맥킴
- 스티브 밋첼
- 엘비 무어
- 롤랜드 모리스
- 레오 니드햄
- 하워드 네글리
- 로버트 니콜스
- 윌리엄 셀프
- 존 셰필드
- 존 스미스
- 아서 스페이스
- 리처드 타일러
- 토미 워커
- 윌리엄 입

## 제작진
- 세트: 알프레드 E. 스펜서
- 세트: 에드윈 B. 윌리스